# Anne-Joseph-Hippolyte de Maurès de Malartic
Pour les articles homonymes, voir Malartic.
 (août 2023).
Si vous disposez d'ouvrages ou d'articles de référence ou si vous connaissez des sites web de qualité traitant du thème abordé ici, merci de compléter l'article en donnant les références utiles à sa vérifiabilité et en les liant à la section « Notes et références ».
Anne-Joseph-Hippolyte de Maurès de Malartic, né le 3 juillet 1730 à Montauban et mort le 28 juillet 1800 à Port-Louis (île Maurice), est un officier français et gouverneur militaire de Port-Louis au XVIIIe siècle.

## Biographie
Né le 3 juillet 1730 à Montauban, il est le fils de Pierre-Hippolyte-Joseph de Maurès et d'Antoinette-Charlotte de Savignac.
Après des études au collège de Nanterre, il entre dans l’armée en 1745 comme sous-lieutenant au régiment de la Sarre. Nommé lieutenant en second au régiment de Béarn le 8 août 1746 et promu capitaine le 1er novembre suivant, il fait campagne en Flandre, en Italie et en Provence et devient aide-major, le 30 octobre 1749, après la fin de la guerre de la Succession d’Autriche.

### Canada
En 1755, il suit le régiment de Béarn au Canada. Débarqué à Québec le 19 juin, il est envoyé au fort Frontenac (Kingston, Ontario) et commence dès lors à rédiger un compte rendu des déplacements de son régiment et des événements auxquels il participe. L’été suivant, il prend une part active à l’expédition menée par Montcalm contre Chouaguen (ou Oswego) ; aujourd’hui Oswego, New York. Bien que défendu par plus de 1 700 hommes, Chouaguen dut capituler le 14 août, livrant un butin considérable. Trois jours plus tard Montcalm écrit à Lévis : « Je ne saurais trop me louer de mes aides de camp, de Lapause Plantavit, de Malartic ; j’eusse succombé à la besogne sans eux ». Par la suite, il se trouve dans la région du lac Champlain, au fort Saint-Frédéric (près de Crown Point, New York) ainsi qu’au fort Carillon (Ticonderoga (New York)) où il se trouve à l’été de 1757 avec les troupes que Montcalm avait réunies en vue d’assiéger le fort George (appelé aussi fort William Henry ; aujourd’hui Lake George, New York). Il à l’opération et assiste le 9 août à la capitulation du fort. Au début de l’automne il suit les troupes à Montréal où il est chargé de surveiller la distribution des vivres aux soldats.
En juin 1758, il part pour le fort Carillon avec le régiment de Béarn et travaille à la préparation des abattis qui doivent protéger le fort contre l’assaut des troupes du major général James Abercrombie. Blessé au genou lors de l'attaque du 8 juillet, il revint à Montréal le 17 août et passe l’hiver à exercer les fonctions de major de son régiment et à en surveiller les cantonnements. Il a été fait chevalier de Saint-Louis entre-temps.
Au cours de l’été suivant, il travaille à la défense de Québec, mal protégé par de piètres fortifications que l’on se hâte de renforcer pour se protéger des Britanniques qui, sous le commandement de Wolfe, avaient débarqué à la fin de juin avec des forces considérables sur l’île d’Orléans et commencent l’investissement de la ville. Il est blessé Lors de la victoire des Britanniques 13 septembre sur les plaines d’Abraham. Il se retire à Montréal pour organiser les quartiers d’hiver des troupes.
Il prend une part active à la dernière campagne et est blessé par un boulet de canon lui effleurant la poitrine lors de la bataille de Sainte-Foy le 28 avril 1760. Il demeure à Québec jusqu’au 5 juin pour s’occuper des malades et des blessés restés à l’Hôpital Général et pour négocier leur évacuation avec le général Murray. Il se rend ensuite à Montréal et tente, en vain, avec Jean-Daniel Dumas, de retarder l’avance anglaise.
Il donne son nom à la ville québécoise de Malartic.

### Antilles
Après la capitulation de Montréal, il quitte le Canada avec le régiment de Béarn en septembre 1760 et débarque à La Rochelle en novembre. Réformé l’année suivante, il est nommé en avril 1763 major du Régiment Royal-Comtois, puis le 5 juin colonel du régiment de Vermandois dont il conserve le commandement pendant 17 ans et avec lequel il sert successivement à la Guadeloupe, envoyé en 1767 et où il fut gouverneur de la Guadeloupe de 1768 à 1769 par intérim, à la Martinique, à Saint-Domingue (île d’Haïti) où il réprime les révoltes, et en Corse.
En Guadeloupe, afin de subvenir à la construction de batteries et poudrières, il accorde une exemption de service ou un affranchissement d'esclaves en échange d'une somme. Il est promu brigadier d’infanterie en 1770 et nommé maréchal de camp le 1er mars 1780.

### Île Maurice
Rallié avec modération aux idées nouvelles de la Révolution française, il devient lieutenant général des armées le 25 janvier 1792, commandant général des établissements français au-delà du cap de Bonne-Espérance et le 17 juin suivant, gouverneur général de l’île de France. Il arrive dans une colonie agitée par les théories révolutionnaires et réussit à ramener le calme dans les esprits.
Dès son arrivée dans une île aux prises avec la petite vérole et la famine, il ordonne la vaccination de tous ceux qui n’ont pas encore contracté la maladie pour enrayer sa propagation et pour approvisionner l'île en nourriture, il contourne le blocus anglais en établissant un accord avec les corsaires comme Robert Surcouf, Jean-Marie Dutertre et François-Yves Carosin.
En juin 1796, il renvoie en France les agents du Directoire venus appliquer le Décret d'abolition de l'esclavage du 4 février 1794, ce qui maintient 80 000 personnes en esclavage.
Il meurt à Port-Louis quatre ans plus tard le 28 juillet 1800. Les Anglais qui bloquent le port, proposent une trêve et hissent des drapeaux de deuil sur leurs vaisseaux. Leur chef, le commodore William Hotham est autorisé, à sa demande, à accompagner la dépouille du "Sauveur de la Colonie" à sa dernière demeure. On éleva à Port-Louis un mausolée en son hommage et où ses cendres furent placées le 28 juillet 1801. Ce monument, commencé par les Français, sera terminé en son honneur par les Anglais en 1847.

## Citations
Il fut toujours très apprécié par ses chefs, étant considéré comme un « Officier instruit, zélé, ferme, [qui] a bien servi et bien fait servir son régiment ». Honnête et désintéressé, sans fortune, il est ainsi dépeint par un colon de l’île de France : « austère dans ses mœurs, réservé et assez froid dans ses manières, il s’était acquis l’attachement de toute la colonie qui, depuis longtemps, voyait en lui moins un gouverneur qu’un père [...] il offre probablement le seul exemple d’un général qui ait traversé avec honneur les temps les plus malheureux de la Révolution, inébranlable au poste où le Roi l’avait placé ».

## Distinctions
- Chevalier de l'ordre royal et militaire de Saint-Louis

## Honneurs
La ville québécoise de Malartic est nommée en son honneur, de même que la rivière et le lac du même nom.

## Sources et références
1. ↑  « https://francearchives.fr/fr/file/ad46ac22be9df6a4d1dae40326de46d8a5cbd19d/FRSHD_PUB_00000355.pdf »
2. 1 2  « Musée minéralogique de Malartic », sur Grand Québec (consulté le 21 décembre 2023)
3. ↑  « Copie d'une lettre du ministre à M. d'Ennery », sur ANOM (consulté le 21 décembre 2023)
4. ↑  « Marie-Galante, Isle à sucre », sur Marie-Galante Terre d'histoire (consulté le 21 décembre 2023)
5. ↑  « Robert Surcouf, le héros du Port-Louis », sur Histoires Mauriciennes (consulté le 21 décembre 2023)
6. ↑  « Dossier Napoléon et le rétablissement de l'esclavage », sur Fondation pour la mémoire de l'esclavage (consulté le 21 décembre 2023)
7. ↑  Anne Joseph Hippolyte, comte de Malartic, gouverneur général des Établissements français au-delà du Cap de Bonne-Espérance, Yvan Reverdy, 1986, CRDP Académie de Toulouse
8. ↑  « Malartic, Anne Joseph Hippolyte, Comte de Maurès de Malartic », Extrait du Dictionnaire de Biographie Mauricienne, Page 28., sur The Royal Society of Arts and Sciences of Mauritius (consulté le 21 décembre 2023)

- Georges Six, Dictionnaire biographique des généraux et amiraux de la Révolution et de l'Empire, Georges Saffroy éditeurs, Paris 1934.